# Martha Norelius
Pour les articles homonymes, voir Norelius.
Martha Norelius, née à Stockholm le 22 janvier 1909 et morte à Saint-Louis le  25 septembre 1955, est une nageuse américaine.
Elle est la première nageuse à conserver son titre olympique sur une même distance, au 400 m nage libre en 1924 et 1928.

## Biographie

### Enfance et formation
Martha Norelius est née à Stockholm le 22 janvier 1909.

### Carrière
Entre 1925 et 1929, Norelius a remporté onze titres individuels de l’Amateur Athletic Union (AAU) et a établi au moins 19 records du monde et 30 records américains. Elle reste la seule femme à avoir reçu deux médailles d’or olympiques consécutives au 400 mètres nage libre.
Elle est mariée de 1930 à 1938 avec Joseph Wright (en), rameur canadien et médaillé olympique.

### Mort
Elle meurt le 25 septembre 1955 des suites d’une opération de la vésicule biliaire,.

## Jeux olympiques
- Jeux olympiques d'été de 1924 à Paris :
  -  Médaille d'or sur 400 m nage libre
- Jeux olympiques d'été de 1928 à Amsterdam :
  -  Médaille d'or sur 400 m nage libre
  -  Médaille d'or en relais 4 × 100 m nage libre

## Sources
1. ↑  « Martha Norelius Bio, Stats, and Results | Olympics at Sports-Reference.com », sur web.archive.org, 17 avril 2020 (consulté le 2 mars 2025)
2. ↑  John Lohn, Historical Dictionary of Competitive Swimming, Scarecrow Press, coll. « Historical Dictionaries of Sports », 2010 (ISBN 978-0-8108-6775-8 et 978-0-8108-7495-4)
3. ↑  (en) « Lowell Sun Newspaper Archives, Nov 30, 1932, p. 37 », sur NewspaperArchive.com, 30 novembre 1932 (consulté le 2 mars 2025)
4. ↑  (en) « Sep 27, 1955, page 10 - The Sedalia Democrat at Newspapers.com - Newspapers.com », sur www.newspapers.com (consulté le 2 mars 2025)
5. ↑  1955_00030634.PDF

- Ressources relatives au sport :   - CIO
  - International Swimming Hall of Fame
  - Olympedia
  - World Aquatics